# Toy Story: Smash It!
Toy Story: Smash It! byla logická videohra vytvořená studiem Disney Mobile Prague Studio. Hra vyšla 28. února 2013 a byla dostupná na mobilních zařízeních s operačními systémy Android, iOS a Windows Phone. Dne 29. srpna 2014 byl ukončen její provoz. Titul byl kritiky pozitivně přijat.

## Hratelnost
Toy Story: Smash It! byla 3D logická videohra, jež se svým stylem podobala hrám, jako jsou Angry Birds a Boom Blox. Hráč se v titulu ujal role Buzze Rakeťáka a jeho cílem bylo sestřelit mimozemšťany z věžovitých struktur. Hráčova postava se na počátku úrovně mohla po omezenou dobu pohybovat kolem struktury, takže si hráč mohl vybrat vhodnou pozici ke střelbě.
Hra byla tvořena epizodami s celkem 60 úrovněmi, přičemž epizody mohl hráč odemknout za získané hvězdy (každá z úrovní byla hodnocena maximálně třemi hvězdami).